# Nangka
Nangka (lat. Artocarpus heterophyllus, eng. Jackfruit) je vrsta drveća, koja je porijeklom iz južne i jugoistočne Azije. Pripada rodu kruhovaca.
Nangka se naširoko uzgaja u tropskim krajevima u: južnoj i jugoistočnoj Aziji, u istočnoj Africi, kao u Brazilu i nekim zemljama Kariba. Nangka je nacionalna biljka Bangladeša, gdje se zove kathal. Biljka je dobro prilagođena na tropske nizine. Njegov plod je jedno od najvećih plodova voća, može narasti do 90 cm duljine, 50 cm širine i težine do 36 kg.
Nangka se obično koristi u južnoj i jugoistočnoj azijskoj kuhinji. Najčešće se koristi kao osnovna hrana u raznim curryjima.
Osim toga, također je važna drvna građa, jer se iz njega rade različiti glazbeni instrumenti poput gamelana u Indoneziji. Često se koristi i za proizvodnju namještaja, prozora, vrata i krovova. Od njega se dobiva pigment, koji daje karakterističnu svijetlosmeđu boju odjeće budističkih redovnika u jugoistočnoj Aziji.

## Galerija
- Stablo
- Lišće
- Prerezan plod
- Prodaja u Bangkoku.